# Sherman Page
Sherman Page (* 9. Mai 1779 in Cheshire, Connecticut; † 27. September 1853 in Unadilla, New York) war ein US-amerikanischer Jurist und Politiker. Zwischen 1833 und 1837 vertrat er den Bundesstaat New York im US-Repräsentantenhaus.

## Werdegang
Sherman Page wurde während des Unabhängigkeitskrieges in Cheshire geboren. Er besuchte Gemeinschaftsschulen. 1799 unterrichtete er in Coventry an einer Schule. Er studierte Jura. Seine Zulassung als Anwalt erhielt er 1805 und begann dann in Unadilla im Otsego County zu praktizieren. 1827 saß er in der New York State Assembly. Er war Richter am Court of Common Pleas im Otsego County. Politisch gehörte er der Jacksonian-Fraktion an.
Bei den Kongresswahlen des Jahres 1832 für den 23. Kongress wurde Page im 19. Wahlbezirk von New York in das US-Repräsentantenhaus in Washington, D.C. gewählt, wo er am 4. März 1833 die Nachfolge von William Hogan antrat. Er wurde einmal wiedergewählt und schied dann nach dem 3. März 1837 aus dem Kongress aus. Als Kongressabgeordneter hatte er den Vorsitz über das Committee on Public Expenditures (24. Kongress).
Am 27. September 1853 starb er in Unadilla. Er wurde auf dem St. Matthew’s Cemetery beigesetzt.